# Mahmoud Mosharraf Azad Tehrani

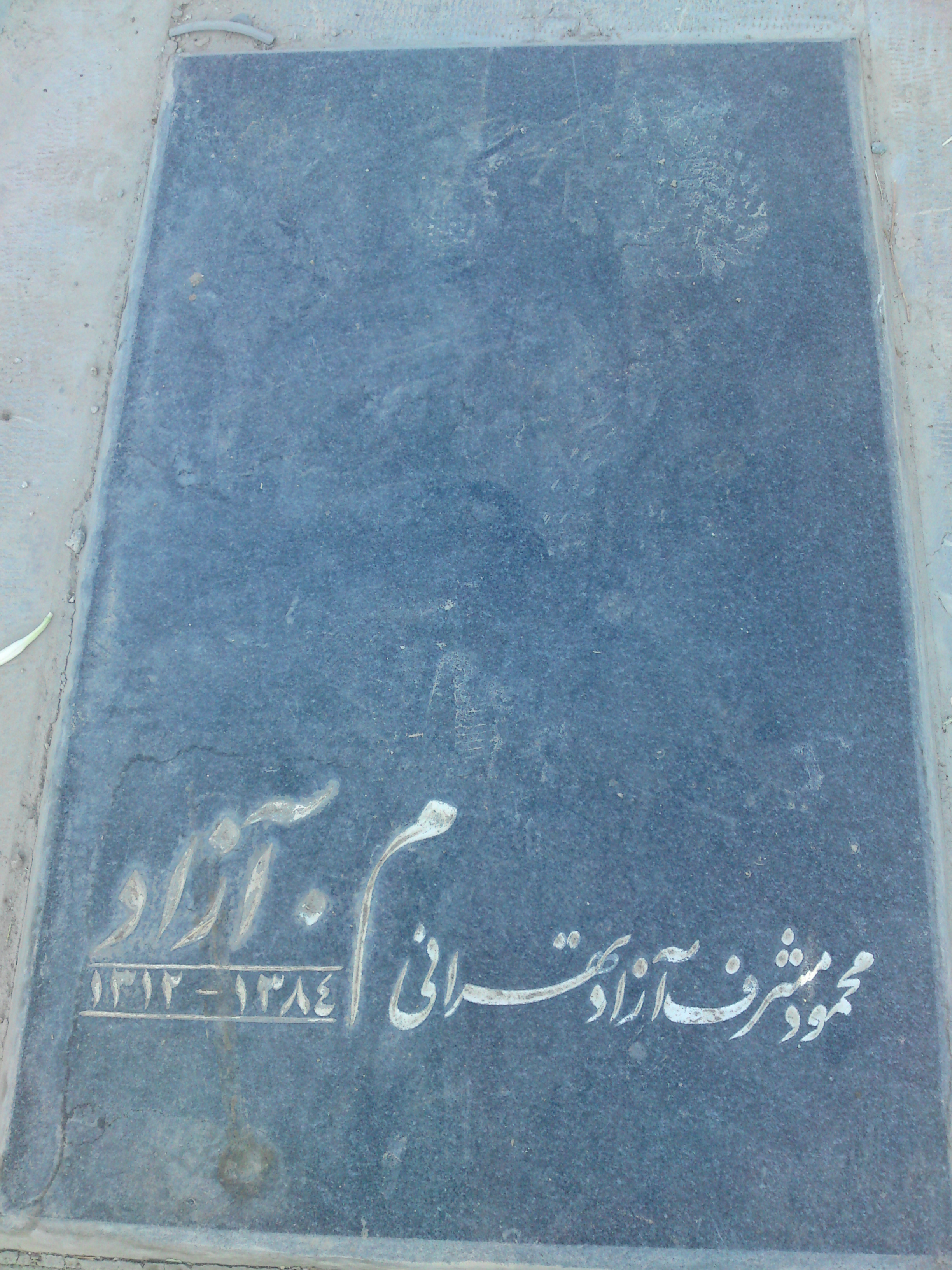
Grabstein von Mahmoud Mosharraf Azad Tehrani

Mahmoud Mosharraf (Moshref) Azad Tehrani (anhörenⓘ, * 9. Dezember 1934 in Teheran; † 19. Januar 2006, ebenda; Autorennamen M. Azad (م. آزاد)) war ein Iranischer Poet.
Einige seiner Gedichte wurden von iranischen Sängern gesungen. Gol-e Bagh-e Ashenaii ist eines seiner bekanntesten Gedichte.

## Werk

### Gedichtsammlungen
Azad hat vier Bände mit Gedichtssammlungen veröffentlicht:
- Diar-e Shab (Das Land der Nacht)
- Aaineh ha Tohist (Die Spiegel sind leer)
- Ghasideh-ye Boland-e Baad (Die lange Ode des Windes)
- Ba Man Toloo Kon (Steig auf mit mir).

2000 veröffentlichte er eine weitere Sammlung, mit größtenteils bereits veröffentlichten, aber auch teilweise neuen Gedichten, Gole Baaghe Aashnaai.

### Weitere Werke
Zusätzlich zu den Gedichtbänden schrieb er rund 50 Bücher für Jugendliche. Darunter:
- Carl Sandburg, Gedichte (in Zusammenarbeit mit Ahmad Karimi-Hakkak)
- Bob Dylan Lieder, Übersetzungen vom Englischen ins Persische (in Zusammenarbeit mit Saeed Parsian)
- Joan Baez Lieder, Übersetzungen vom Englischen ins Persische (in Zusammenarbeit mit Mani Salehi)
- Bob Marley Lieder, Übersetzungen vom Englischen ins Persische  (in Zusammenarbeit mit Saeed Parsian)
- Life with Picasso, Francoise Jilot, übersetzt von Alireza Gran Nazar, bearbeitet von M. Azad
- Parishadokht-e Sher (Die Prinzessin des Gedichts) Leben und Gedichte von Forugh Farrochzad
- The tree of life, eine Sammlung von Rumi-Gedichten, umgeschrieben in reinem Persisch für junge Iraner
- Afsaneh-ye Shahan va Pahlevanan, (Der Mythos von Königen und Helden).

Viele seiner Gedichte finden Verwendung in Schulbüchern im Iran.